# دنیلو کوشر
دنیلو کوشر (اوکراینی: Данило Олегович Кучер؛ زادهٔ ۲۵ ژانویهٔ ۱۹۹۷) بازیکن فوتبال اهل اوکراین است.
از باشگاه‌هایی که در آن بازی کرده‌است می‌توان به باشگاه فوتبال دنیپرو اشاره کرد.
وی همچنین در تیم‌های ملی فوتبال Ukraine national under-19 football team و زیر ۲۰ سال اوکراین بازی کرده‌است.